# Franz von Bayern

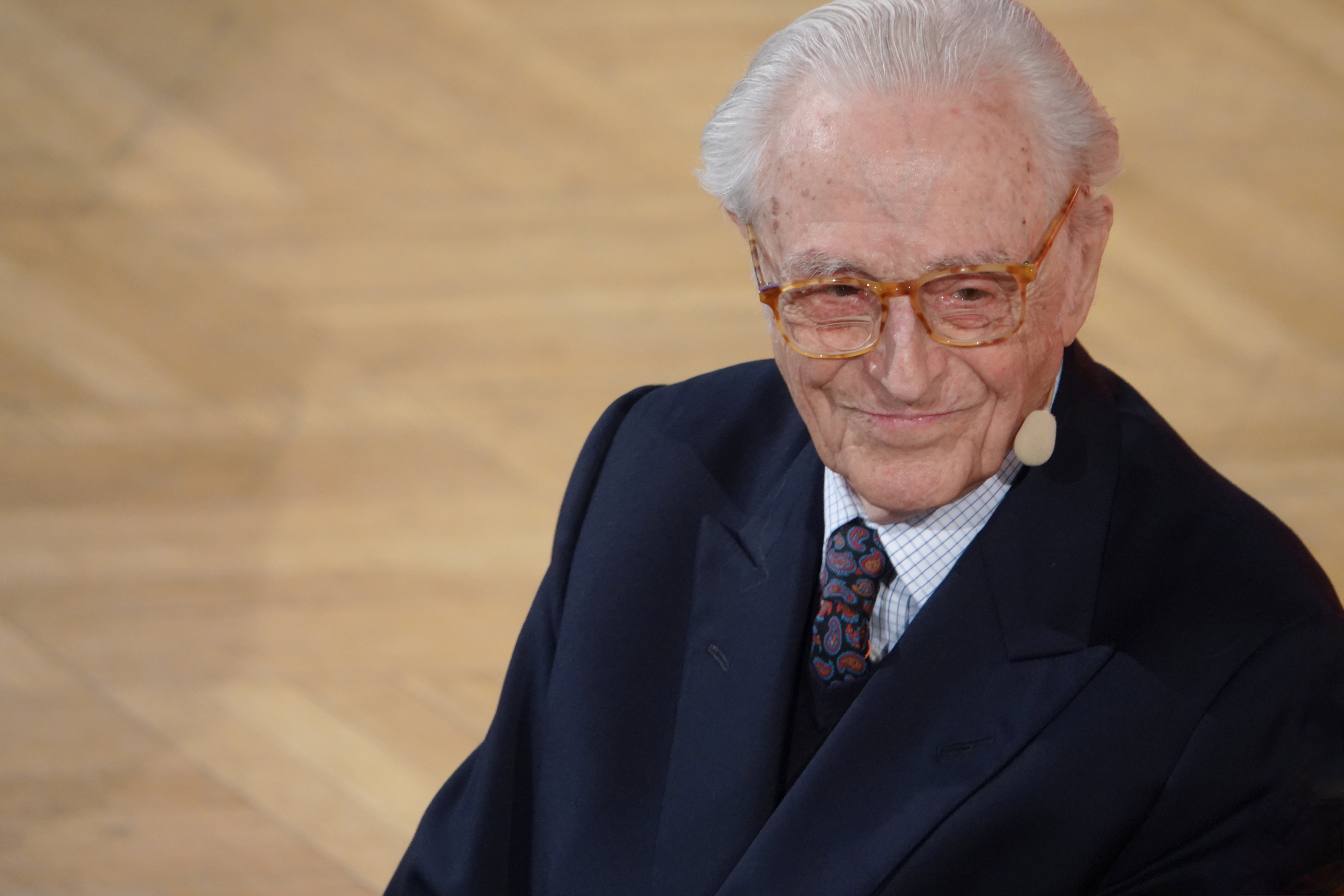
Franz Herzog von Bayern, 2023

Franz Bonaventura Adalbert Maria Herzog von Bayern (* 14. Juli 1933 in München) ist ein deutscher Unternehmer und Kunstsammler. Seit 1996 ist der Diplomkaufmann das Oberhaupt des Hauses Wittelsbach, der früheren Herrscherfamilie des Königreichs Bayern. Er hieß bis 1996 Franz Prinz von Bayern und änderte mit dem Tode seines Vaters seinen Familiennamen in Herzog von Bayern, wie sich sein Vater Albrecht von Bayern auch genannt hat.

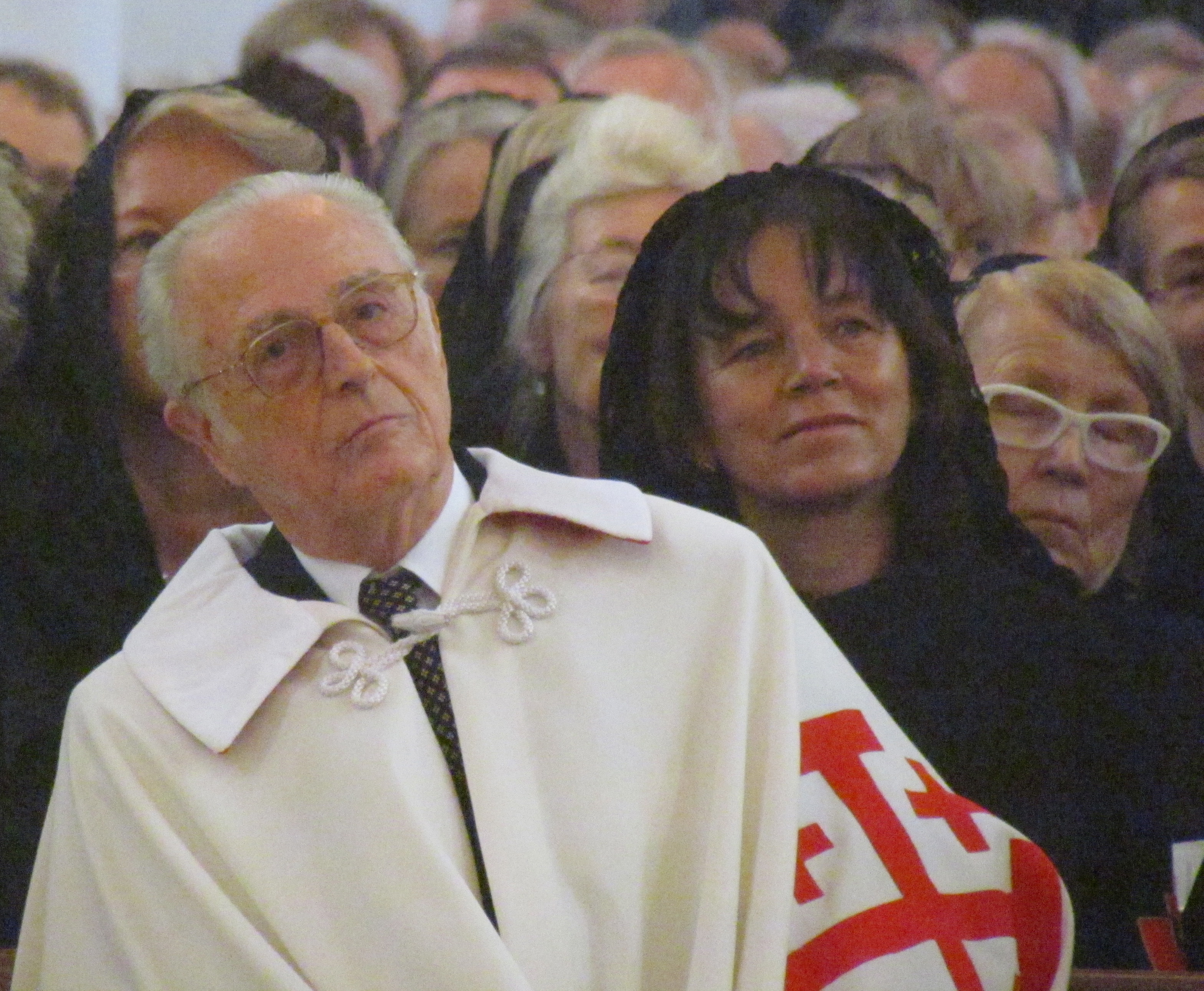
Franz Herzog von Bayern (OESSH München 2012)

## Leben

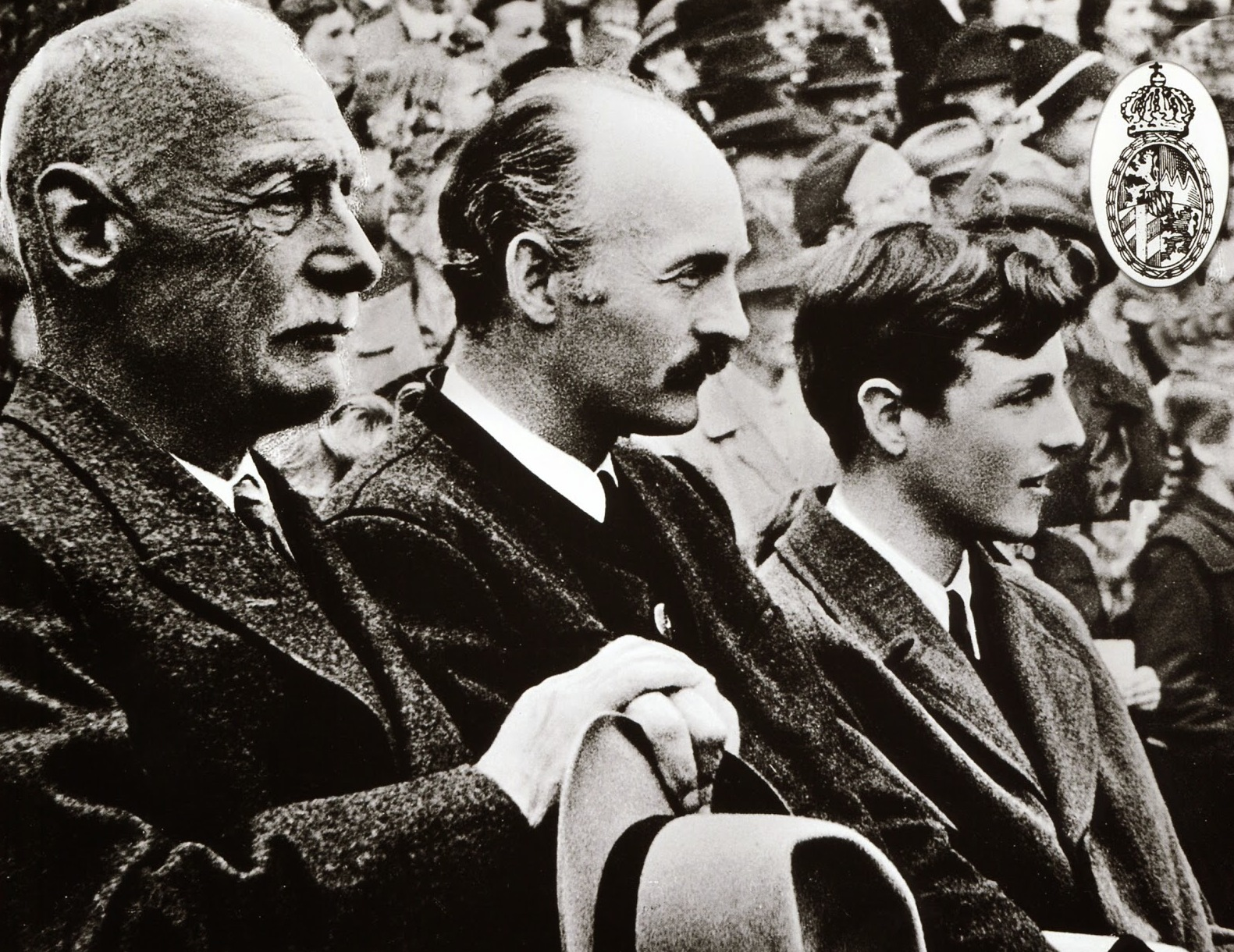
Franz von Bayern (rechts) mit seinem Vater Albrecht von Bayern (Mitte) und seinem Großvater Rupprecht von Bayern, 1948

Franz von Bayern ist katholisch, der älteste Sohn von Albrecht von Bayern (1905–1996) und dessen erster Ehefrau, Maria Gräfin Drašković von Trakošćan (1904–1969). Er ist der Enkel des letzten bayerischen Kronprinzen Rupprecht und Urenkel von König Ludwig III.

### Jugend
Zusammen mit seinen Schwestern, den Zwillingen Marie Gabriele und Marie Charlotte (* 1931), und seinem jüngeren Bruder Max Emanuel (* 1937) wuchs er zunächst in Wildbad Kreuth auf, doch bereits im Juli 1934 emigrierte die Familie nach Ungarn, da sein Großvater Rupprecht sich öffentlich gegen den Nationalsozialismus stellte. Von 1935 bis 1939 kehrte die Familie nach Bayern zurück, doch der ehemalige Kronprinz emigrierte 1939 nach Italien und Albrecht wich mit seiner Familie erneut nach Budapest aus, wo sie in einer Mietwohnung im Burgviertel unterkamen. Ein Besuch der Deutschen Schule scheiterte nach wenigen Wochen, da diese von Nazi-Anhängern geprägt war. Die Kinder wurden dann durch Privatlehrer unterrichtet. Häufig besuchten sie die ungarische und kroatische Verwandtschaft der Mutter auf dem Land. Franz lernte die ungarische Sprache.
Im September 1943 besetzte die Wehrmacht Italien und Rupprecht tauchte in Florenz unter. Nach der deutschen Besetzung Ungarns wurde Albrecht im Oktober 1944 auf Schloss Somlóvár von der Gestapo verhaftet und zusammen mit seiner Frau und seinen vier Kindern, darunter dem erst elfjährigen Franz, in den Konzentrationslagern Sachsenhausen, Flossenbürg und Dachau als Sonderhäftlinge gefangen gehalten. Durch Hunger und Krankheiten schwer angeschlagen, überlebte die Familie nur knapp.
Nach dem Krieg besuchte Franz von Bayern das Humanistische Gymnasium im Benediktinerkloster Ettal (1952) und studierte Betriebswirtschaftslehre an den Universitäten München und Zürich. Mit einem Abschluss als Diplomkaufmann machte er daraufhin eine kaufmännische Ausbildung in einer Eisenhandlung in Hamburg. 1954 und 1956 nahm er mit seinem Vater und einer Schwester an der „Kreuzfahrt der Könige“ teil, zu der König Paul und Königin Friederike von Griechenland alle europäischen Königshäuser eingeladen hatten.

### Familienoberhaupt
Seit dem Tod seines Vaters im Juli 1996 ist Franz von Bayern das Familienoberhaupt der Wittelsbacher, die von 1180 bis 1918 Bayern regiert und das Land entsprechend geprägt haben. Noch heute übt das Haus Wittelsbach im kulturellen Bereich institutionellen Einfluss aus. Der jeweilige Chef des Hauses Wittelsbach ernennt die Verwaltungsräte der Stiftung Wittelsbacher Ausgleichsfonds, in welche 1923 die meisten Besitztümer aus dem ehemaligen Hausgut-Fideikommiss der Wittelsbacher eingebracht wurden, darunter Kunstschätze und -sammlungen (insbesondere die Kunstsammlung von König Ludwig I., größtenteils in der Alten und Neuen Pinakothek und in der Glyptothek in München zu sehen), das Geheime Hausarchiv (heute eine Abteilung des bayerischen Hauptstaatsarchivs) und die Schlösser Berg, Hohenschwangau (samt dem Museum der bayerischen Könige), Berchtesgaden und Grünau. Er ernennt auch einen der Verwaltungsräte der Wittelsbacher Landesstiftung für Kunst und Wissenschaft, in die im Jahre 1923 die vor 1800 erworbenen Kunstschätze der Wittelsbacher eingebracht wurden. Dazu zählen etwa 13.500 Objekte, während dem Ausgleichsfonds ca. 43.000 Stück gehören. Die Familie von Bayern erhält jährlich rund 14 Millionen Euro Zahlungen aus den Erträgen des Wittelsbacher Ausgleichsfonds. Der jeweilige Familienchef entscheidet über deren Verwendung.
Das Familienoberhaupt ist zugleich Großmeister der traditionsreichen wittelsbachischen Hausorden und verleiht daher den Hubertusorden, den Hausritterorden vom Heiligen Georg sowie den Theresienorden.
Eine enge Verbindung besteht traditionell zwischen den Wittelsbachern und der römisch-katholischen Kirche, insbesondere mit dem jeweiligen Münchner Erzbischof, aber auch mit verschiedenen Orden wie Benediktinern und Franziskanern. Franz von Bayern erweiterte diese Beziehungen durch Kontakte zur evangelischen Landeskirche und den jüdischen Gemeinschaften in Bayern. 2007 institutionalisierte er dieses Netzwerk als Mitgründer der Nymphenburger Gespräche, einer Plattform für interkulturellen und interreligiösen Dialog, deren Organisationskomitee auch muslimische Vertreter hat; bis heute ist er Schirmherr dieses Zusammenschlusses. Viele Jahre war er Mitglied im Allgemeinen Rat und dann auch in der Leitung der Katholischen Akademie in Bayern. Innerkirchlich befürwortet er die Reformbemühungen des Synodalen Weges. Er ist Ehrenmitglied der 1610 gegründeten Marianischen Männerkongregation Mariä Verkündigung am Bürgersaal zu München.
Den von seiner Mutter anlässlich des Ungarischen Volksaufstandes ins Leben gerufenen Hilfsverein Nymphenburg e. V. unterstützt Franz von Bayern bei seiner karitativen Tätigkeit u. a. in Rumänien und Albanien, wo Waisenhäusern, Altenheimen, Schulen und Kindergärten geholfen wird. Er besichtigte die Projekte oft vor Ort. Hilfsprojekte in afrikanischen Ländern betreut sein Neffe Ludwig Prinz von Bayern.
Dem „Chef des Hauses“ fallen darüber hinaus viele repräsentative Aufgaben im Lande zu. In seinen Memoiren geht Franz von Bayern auf die Rolle des Familienoberhaupts der Wittelsbacher in der Öffentlichkeit ein: „Die Anwesenheit von Vertretern der Familie bei so vielen Veranstaltungen entwickelte sich anfangs aus historischen Gewohnheiten, die nach 1945 wieder aufgenommen wurden. Es blieb immer eine Selbstverständlichkeit und war wohl auch von staatlicher Seite so gewünscht. Ich glaube, wir waren ein bisschen Teil des Bildes von Bayern, wie es auch die offizielle Seite gerne zeigen wollte...“ Er trenne an sich die eigene Privatperson von Auftritten in der Rolle als Vertreter der Familie, in der er sich anders positionieren müsse. Die Anwesenheit von Familienmitgliedern bei vielen öffentlichen Gelegenheiten demonstriere aber auch, dass das Haus Wittelsbach hinter der jeweiligen Sache stehe und diese unterstütze. Daher müsse er dann Wert auf Sichtbarkeit und Platzierung sowie auf Begrüßung in der richtigen Form und an der richtigen Stelle legen: „Dann muss ich gesehen werden, sonst brauche ich gar nicht hingehen.“ Die Stellung als Familienchef biete viele Möglichkeiten der indirekten Einflussnahme. Der Draht zur Landesregierung sei stets eng gewesen – unabhängig davon, welche Partei regierte. Die Ministerpräsidenten hätten stets den persönlichen Kontakt gesucht, beginnend mit der engen Freundschaft des Kronprinzen Rupprecht mit dem Sozialdemokraten Wilhelm Hoegner, die beide als erklärte Gegner des Nationalsozialismus ins Exil gegangen waren. Zumeist ergebe sich bei Veranstaltungen die Gelegenheit zum informellen Gespräch, in besonderen Fällen könne er auch mal um eine kurze Unterredung mit dem Ministerpräsidenten, Mitgliedern der Landesregierung oder anderen Politikern bitten. Dort könne er Stellung nehmen, eigene Gedanken einbringen, auf Dinge hinweisen oder zur Vorsicht mahnen. Er sehe es als Teil seiner Aufgabe, gegebenenfalls die Interessen des Landes auch gegenüber der Politik zu vertreten, etwa wenn es um den Föderalismus gehe: „Mein Standpunkt dazu war immer, dass wir uns trotz der Internationalisierung nicht von anderen vorschreiben lassen sollten, was wir zu denken haben.“
Viele Menschen versuchten, ihn für ihre Ideen zu begeistern, damit er ihnen Türen öffne oder ihre Projekte befürworte. „Für eine überzeugende Idee setze ich mich gern ein und schreibe wem auch immer einen Brief, dass ich das gehört habe und gut finde. Sehr oft hilft das. Ich muss mir aber gründlich überlegen, wofür ich eintrete, wie oft, wie viel und an welcher Stelle, um den Bonus, den ich habe, nicht zu verspielen.“ Ein Engagement sei in vielen Bereichen möglich, für kulturelle, soziale oder politische Interessen, solange es nicht Parteipolitik sei.

### Kunst, Wissenschaft und Sonstiges

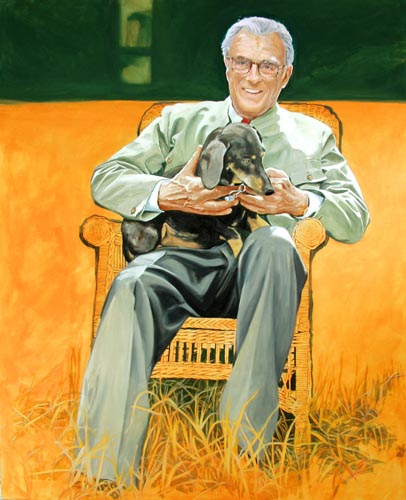
Franz Herzog von Bayern, Öl auf Leinwand, Gemälde von Dieter Stein

Sein besonderes Interesse gilt der modernen Kunst. Seine eigene, bedeutende Kunstsammlung mit Frühwerken von Joseph Beuys, Georg Baselitz und Blinky Palermo sowie zahlreichen zeitgenössischen deutschen Malern wie Jörg Immendorff und Sigmar Polke hat er als Leihgabe des Wittelsbacher Ausgleichsfonds in die Pinakothek der Moderne eingebracht, für deren Gründung er sich jahrzehntelang eingesetzt hatte, sowie in die Staatliche Graphische Sammlung München. Er ist Vorsitzender des Vereins zur Förderung der Alten Pinakothek in München, Mitgründer und stellvertretender Vorsitzender des Galerie-Vereins München, Mitglied im Kuratorium des Vereins der Freunde und Förderer der Glyptothek und der Antikensammlungen München und Ehrenpräsident des Freundeskreises der Ägyptischen Sammlung München. Seine umfangreiche Privatbibliothek zur Kunst des 20. und 21. Jahrhunderts überließ er 2009 dem Zentralinstitut für Kunstgeschichte in München.
Aufgrund seiner guten Vernetzung in der New Yorker Kunstszene, seines Kunstverständnisses und seines Werdegangs wurde Franz von Bayern als erster Deutscher in den International Council des Museum of Modern Art in New York gewählt. Anschließend wurden auch weitere Deutsche in das Beratungsgremium gewählt, darunter Peter Ludwig, Gabriele Henkel und Eleonore Stoffel. Schließlich wurde er für 16 Jahre Vorsitzender des International Council und arbeitete in den 1980er Jahren beim Ausbau der Sammlung eng mit der Präsidentin des Museums, Blanchette Rockefeller, zusammen. Trotz seiner Freundschaft mit amerikanischen Künstlern wie Jasper Johns, Robert Rauschenberg, Andy Warhol, Dan Flavin sammelte er selbst überwiegend zeitgenössische deutsche Kunst: „Meinen finanziellen Möglichkeiten war die amerikanische Kunst immer einen Schritt voraus.“ 2003 erhielt er für seine jahrzehntelange Förderarbeit als erster Europäer den Duncan Phillips Award des Washingtoner Kunstmuseums Phillips Collection, der seit 1999 an Sammler und Spender vergeben wird, die Museen unterstützen.
Neben der Kunst interessiert er sich für Musik, auch Neue Musik, und ist regelmäßiger Gast bei den Donaueschinger Musiktagen. Sein Interesse gilt ferner den Wissenschaften, wobei er den Auf- und Ausbau der bayerischen Forschungslandschaft unterstützte. Er war Mitglied im Kuratorium der Ludwig-Maximilians-Universität München, der Technischen Universität München, der Hochschule für Philosophie München, des Deutschen Museums, des Instituts für Bayerische Geschichte sowie Ehrenvorsitzender des Kuratoriums der Eugen-Biser-Stiftung. Als Schirmherr steht er zahlreichen weiteren Organisationen vor, etwa dem Bayerischen Sportschützenbund. Zudem ist er Landesbeirat im Malteser Hilfsdienst. Weiter ist er Ehrenkommodore des Bayerischen Yacht-Clubs.

### Privatleben
Franz von Bayern wohnt zurückgezogen in einem Trakt auf Schloss Nymphenburg in München und lebt seit vier Jahrzehnten in einer Partnerschaft mit Thomas Greinwald. Sein Landsitz ist das Schloss Berg am Starnberger See.
Da Franz Herzog von Bayern keine Kinder hat, soll seine Nachfolge als Chef des Hauses Wittelsbach auf seinen Bruder Max Emanuel Herzog in Bayern übergehen; da auch dieser keine männlichen Nachkommen hat, sollen diesem die Nachkommen des dritten Sohnes von König Ludwig III. folgen: Luitpold Prinz von Bayern, diesem wiederum sein erstgeborener Sohn Ludwig Prinz von Bayern (* 1982).

## Traditionelle Namen und Prädikate
Der Titel „Herzog von Bayern, Franken und in Schwaben, Pfalzgraf bei Rhein“ wird für das Familienoberhaupt noch traditionell verwendet, entspricht jedoch nicht dem amtlichen Namen. Das dem Namen vorangestellte Prädikat „Königliche Hoheit (K.H.)“ bzw. „Seine Königliche Hoheit (S.K.H.)“ wird ebenfalls noch im gesellschaftlichen Umfeld verwendet, ist jedoch ebenso eine reine Höflichkeitsform ohne rechtliche Relevanz.

## Thronfolge der Jakobiten
Franz von Bayern ist ein entfernter Nachfahre der Stuarts. Die Jakobiten, welche die Absetzung Jakobs II. und die anschließende Änderung des Thronfolgerechts durch die Glorious Revolution von 1689 nicht anerkennen, betrachten Franz von Bayern seit dem Tod seines Vaters Albrecht von Bayern als Prätendenten für den britischen Thron und bezeichnen ihn als „König von England, Schottland, Irland und Frankreich“. Er hat diesen Titel jedoch selbst niemals öffentlich beansprucht und nennt die Erbfolge in seinen Memoiren „ein charmantes historisches Kuriosum“. Der damalige Prinz Charles, anlässlich eines Besuchs bei Franz von Bayern in Nymphenburg 1987 von Reportern auf dessen Thronanspruch angesprochen, antwortete scherzend, dieser Anspruch sei wahrscheinlich besser als sein eigener. Aufgrund seiner Kinderlosigkeit ist sein Bruder Max Emanuel auch sein Nachfolger in der jakobitischen Thronfolgeliste. Danach ginge die Stuart-Erbfolge an Max Emanuels älteste Tochter Sophie über, die in das Haus Liechtenstein eingeheiratet hat.

## Vorfahren
| Ahnentafel Franz Herzog von Bayern                            | Ahnentafel Franz Herzog von Bayern                                                               | Ahnentafel Franz Herzog von Bayern                                                                                   | Ahnentafel Franz Herzog von Bayern                                                               | Ahnentafel Franz Herzog von Bayern                                                                   | Ahnentafel Franz Herzog von Bayern                                                                               | Ahnentafel Franz Herzog von Bayern                                                                   | Ahnentafel Franz Herzog von Bayern                                                                               | Ahnentafel Franz Herzog von Bayern                                                                                       |
| ------------------------------------------------------------- | ------------------------------------------------------------------------------------------------ | --- | ------------------------------------------------------------------------------------------------ | --- | --- | --- | --- | --- |
| Ururgroßeltern                                                | Prinzregent Luitpold von Bayern (1821–1912) ⚭ 1844 Auguste Ferdinande von Österreich (1825–1864) | Erzherzog Ferdinand Karl von Österreich-Este (1821–1849) ⚭ 1847 Elisabeth Franziska Maria von Österreich (1831–1903) | Herzog Maximilian Joseph in Bayern (1808–1888) ⚭ 1828 Ludovika Wilhelmine von Bayern (1808–1892) | König Michael von Portugal (1802–1866) ⚭ 1851 Adelheid von Löwenstein-Wertheim-Rosenberg (1831–1909) | Graf Karl Draskovich von Trakostjan (1807–1855) ⚭ 1841 Elisabeth Batthyány-Strattmann von Németújvár (1820–1882) | Graf Dionys Festetics von Tolna (1813–1891) ⚭ 1842 Karolina Zichy von Zich und Vásonykeö (1820–1906) | Fürst Wilhelm Albrecht von Montenuovo (1821–1895) ⚭ 1850 Juliane Batthyány-Strattmann von Némétujvár (1827–1871) | Fürst Ferdinand Bonaventura Kinsky von Wchinitz und Tettau (1834–1904) ⚭ 1856 Maria von und zu Liechtenstein (1835–1905) |
| Urgroßeltern                                                  | König Ludwig III. (1845–1921) ⚭ 1868 Marie Therese von Österreich-Este (1849–1919)               | König Ludwig III. (1845–1921) ⚭ 1868 Marie Therese von Österreich-Este (1849–1919)                                   | Herzog Carl Theodor in Bayern (1839–1909) ⚭ 1874 Maria Josepha von Portugal (1857–1943)          | Herzog Carl Theodor in Bayern (1839–1909) ⚭ 1874 Maria Josepha von Portugal (1857–1943)              | Graf Paul Draskovich von Trakostjan (1846–1889) ⚭ 1874 Maria Festetics von Tolna (1850–1946)                     | Graf Paul Draskovich von Trakostjan (1846–1889) ⚭ 1874 Maria Festetics von Tolna (1850–1946)         | Fürst Alfred von Montenuovo (1854–1927) ⚭ 1879 Franziska Kinsky von Wchinitz und Tettau (1861–1935)              | Fürst Alfred von Montenuovo (1854–1927) ⚭ 1879 Franziska Kinsky von Wchinitz und Tettau (1861–1935)                      |
| Großeltern                                                    | Kronprinz Rupprecht von Bayern (1869–1955) ⚭ 1900 Marie Gabriele in Bayern (1878–1912)           | Kronprinz Rupprecht von Bayern (1869–1955) ⚭ 1900 Marie Gabriele in Bayern (1878–1912)                               | Kronprinz Rupprecht von Bayern (1869–1955) ⚭ 1900 Marie Gabriele in Bayern (1878–1912)           | Kronprinz Rupprecht von Bayern (1869–1955) ⚭ 1900 Marie Gabriele in Bayern (1878–1912)               | Graf Dionys Draskovich von Trakostjan (1875–1909) ⚭ 1903 Juliana von Montenuovo (1880–1961)                      | Graf Dionys Draskovich von Trakostjan (1875–1909) ⚭ 1903 Juliana von Montenuovo (1880–1961)          | Graf Dionys Draskovich von Trakostjan (1875–1909) ⚭ 1903 Juliana von Montenuovo (1880–1961)                      | Graf Dionys Draskovich von Trakostjan (1875–1909) ⚭ 1903 Juliana von Montenuovo (1880–1961)                              |
| Eltern                                                        | Albrecht von Bayern (1905–1996) ⚭ 1930 Maria Drašković von Trakošćan (1904–1969)                 | Albrecht von Bayern (1905–1996) ⚭ 1930 Maria Drašković von Trakošćan (1904–1969)                                     | Albrecht von Bayern (1905–1996) ⚭ 1930 Maria Drašković von Trakošćan (1904–1969)                 | Albrecht von Bayern (1905–1996) ⚭ 1930 Maria Drašković von Trakošćan (1904–1969)                     | Albrecht von Bayern (1905–1996) ⚭ 1930 Maria Drašković von Trakošćan (1904–1969)                                 | Albrecht von Bayern (1905–1996) ⚭ 1930 Maria Drašković von Trakošćan (1904–1969)                     | Albrecht von Bayern (1905–1996) ⚭ 1930 Maria Drašković von Trakošćan (1904–1969)                                 | Albrecht von Bayern (1905–1996) ⚭ 1930 Maria Drašković von Trakošćan (1904–1969)                                         |
| Franz Herzog von Bayern, geb. Franz Prinz von Bayern (* 1933) |                                                                                                  | |                                                                                                  | | | | | |

## Ehrungen und Auszeichnungen
- Großmeister des Hubertusordens
- Großmeister des Hausritterordens vom Heiligen Georg
- 1980: Bayerischer Poetentaler der Münchner Turmschreiber
- 1996: Ehrenmitglied der Katholischen Bayerischen Studentenverbindung Rhaetia
- 1999: Ehrenmitglied der Bayerischen Akademie der Wissenschaften
- 2003: Ehrensenator der Akademie der Bildenden Künste München
- 2004: Großkreuzritter des Ritterordens vom Heiligen Grab zu Jerusalem
- 2008: Ehrendoktorwürde der Ludwig-Maximilians-Universität München
- 2008: Großkreuz des Verdienstordens Pro Merito Melitensi des Souveränen Malteserordens.
- 2013: Alois Schmid, Hermann Rumschöttel (Hrsg.): Wittelsbacher-Studien. Festgabe für Herzog Franz von Bayern zum 80. Geburtstag. Beck, München 2013, ISBN 978-3-406-10781-8.
- 2017: Großes Verdienstkreuz der Bundesrepublik Deutschland[28]
- 2019: Eugen-Biser-Preis[29]
- 2019: Verleihung des Ehrenbürgerrechts Münchens[30]
- 2022: Romano-Guardini-Preis der Katholischen Akademie in Bayern

## Schriften
- Das jagdliche Vermächtnis des Herzogs Albrecht von Bayern. Anleitung zur Führung großer und kleiner Jagdreviere. 1997, ISBN 3-89715-540-0 (mit einer Einleitung von Franz Herzog von Bayern)
- mit Marita Krauss: Zuschauer in der ersten Reihe: Erinnerungen. C. H. Beck, 2023, ISBN 978-3-406-79708-8.